# نانت، کبک
نانت (به فرانسوی: Nantes) شهری در منطقه شهری لو گرانیت ناحیه استری در استان کبک کانادا است. در سرشماری سال ۲۰۱۱ این شهر ۱٬۴۴۲ نفر جمعیت داشته‌است و مساحت آن ۱۲۰٫۴۷ کیلومتر مربع است.